# Gongsanseong
Gongsanseong est une forteresse de montagne incluant un palais royal située à Gongju dans le centre de la Corée du Sud et remontant à l'époque où cette ville était la capitale du royaume de Baekje (475 - 538). Elle est classée dans la liste du patrimoine mondial de l'UNESCO depuis 2015 dans le groupe des aires historiques de Baekje.

## Géographie
La forteresse se trouve sur une petite colline dotée de deux sommets dominant le fleuve Geum d'une hauteur de 110 mètres au nord-est du centre-ville de Gongju  dans la province du Chungcheong du Sud. Elle englobe une surface de 20,31 hectares et est entourée d'une zone de protection de 21,02 hectares couvrant le reste de la colline.
Le mur de la forteresse mesure 2660 mètres de long dont 1925 en pierre et 735 en terre. Le palais s'étendait sur une surface de 7000 m² dans le sud de la forteresse et il était tourné vers la ville tandis que les serviteurs étaient logés du côté nord près des rives du fleuve. Cette partie couvrait 40 000 m². La porte principale se trouve à l'ouest de l'installation.

## Histoire

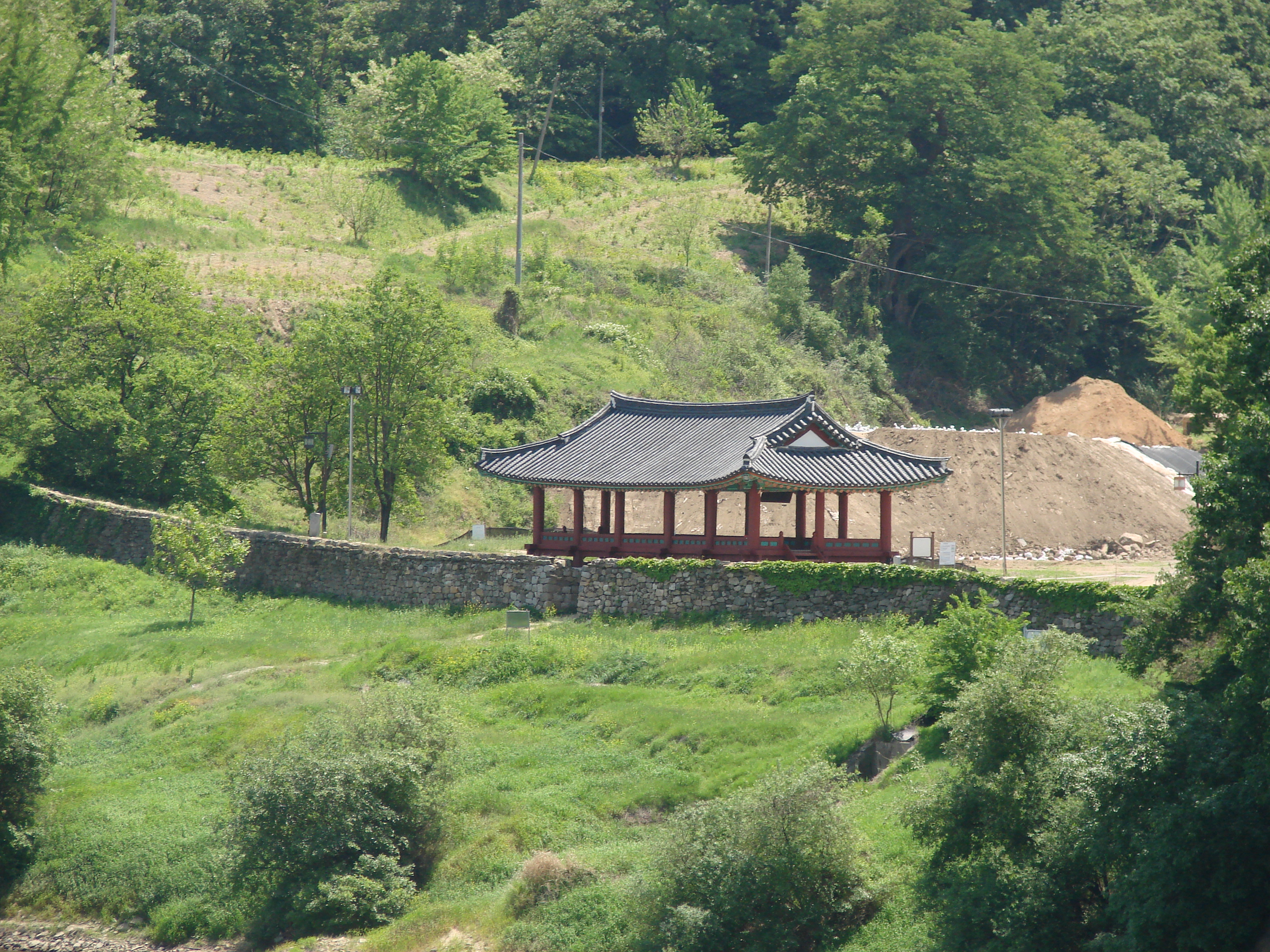
Un des pavillons de la forteresse.

En 475, le royaume de Baekje doit céder la partie nord de ses possessions, y compris la vallée du fleuve Han et l'ancienne capitale Wiryeseong, au royaume de Koguryo. Le roi Gaero meurt dans ces combats et son frère, Munju (475-477), décide de fixer sa nouvelle capitale à Gongju qui à cette époque était appelée Ungjin.
L'avantage de ce lieu était son relatif isolement dans les montagnes et la boucle formée par le fleuve qui le protégeait des attaques venues du nord. La construction de la forteresse s'étend alors sur les 64 ans où elle a servi de capitale. Elle est alors connue sous le nom de Ungjinseong (웅진성) et voit se succéder les rois Samgeun (477-479), Dongseong (479-501) et Muryeong (501-523). À cette époque, le royaume s'étend sur les provinces du Chungcheong et du Jeolla et entretient une alliance avec le Japon.
Après le transfert de la capitale à Sabi, l'actuelle Buyeo, par le roi Seong (523-554) en 538, la forteresse ne sert plus que de bâtiment administratif pour contrôler le district. Par la suite, elle a encore été le centre de la dernière tentative de résistance des fidèles du roi Uija lors de la chute de Baekje en 660 et elle a servi de siège au gouvernement du roi Injo pendant la rébellion de 1624. 

## Recherches archéologiques

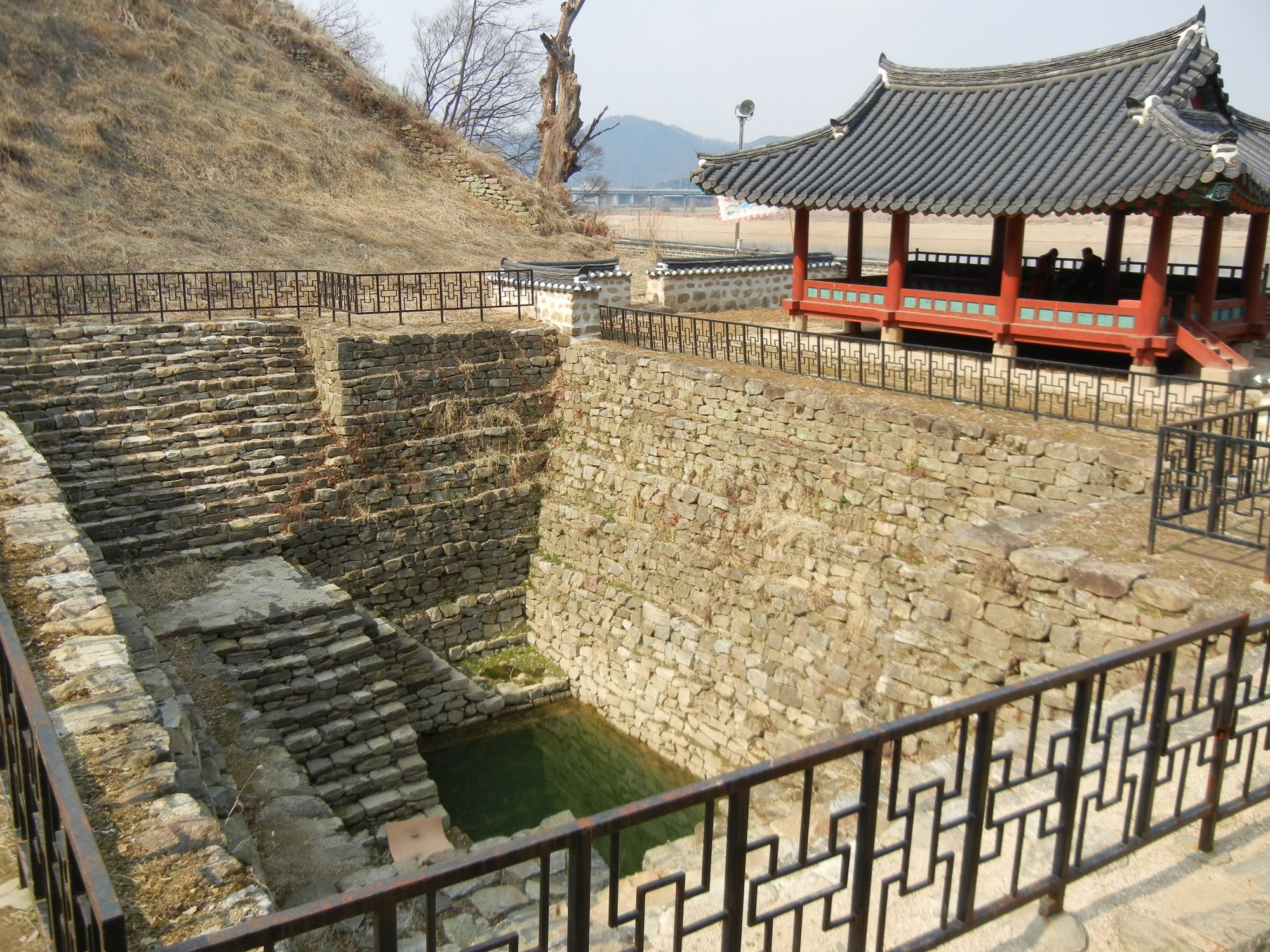
L'étang du lotus et le pavillon Manharu.

La première étude des installations et des bâtiments historiques est effectuée en 1909 par l'architecte Tadashi Sekino en 1909 au moment où l'empire japonais établit son protectorat sur la Corée. Ce n'est qu'à partir de 1980 que des recherches systématiques ont été réalisées.
27 fouilles ont été effectuées entre 1980 et 2013. Elles ont concerné la forteresse, une partie du palais, divers bâtiments, un étang et des dispositifs de stockage de l'eau, tous construit pendant la période de Baekje.
La plus grande partie des murs en terre datant de Baekje a été reconstruite ou renforcée par des constructions en pierre du temps de Joseon (1392-1897). Les fouilles conduites en 2005, 2011 et 2012 sur une surface de 6300 m² dans le secteur des bâtiments de service du palais ont permis de mettre au jour la structure de 15 bâtiments, des escaliers, des routes et des systèmes pour l'approvisionnement en eau et son évacuation. Dans une citerne, on a notamment retrouvé une armure en cuir laqué de 645, une armure en fer et une autre pour un cheval ainsi qu'une longue épée.
Entre 2008 et 2012, elle a accueilli 220 000 visiteurs en moyenne.